# Codex Amiatinus
El Codex Amiatinus es la versión más antigua que se conserva de la Vulgata. Se trata de un códice que data de alrededor del siglo VIII. Fue copiado a mano en pergamino en el monasterio de Monkwearmouth-Jarrow, en el Reino de Northumbria. Tiene un formato de 50 x 34 centímetros y consta de 1029 hojas. Está ilustrado con una representación esquemática del templo de Jerusalén y dos miniaturas a página completa.
Contiene la Biblia escrita en latín, en versión Vulgata; el texto está escrito con letras unciales a dos columnas, con 44 líneas cada una. Este documento es la copia del Codex Grandior, confeccionado a mediados del siglo VI en Calabria por encargo del secretario del rey Teodorico el Grande, aunque también se piensa que podría ser copia de un documento más antiguo escrito por San Jerónimo. El abad Ceolfrido partió para Roma con el documento, para presentarlo como regalo al papa Gregorio II, aunque nunca llegó a entregarlo, ya que falleció en Borgoña, en camino hacia Roma. El manuscrito reapareció en el siglo IX en la abadía de San Salvatore, ubicada en el monte Amiata (de allí su nombre, "Amiatinus"), donde permaneció hasta 1786, cuando pasó a ser resguardado en la ciudad de Florencia, dentro de la Biblioteca Laurenciana (Cat. Sala Studio 6).
Durante mucho tiempo se creyó que el documento había sido creado alrededor del año 540 por un seguidor de San Benito de Nursia, hasta que investigadores alemanes notaron sus similitudes con documentos datados en el siglo VIII. Sin embargo, este documento sigue siendo la versión más antigua de la Vulgata.